# NGC 4541
NGC 4541 је спирална галаксија у сазвежђу Девица која се налази на NGC листи објеката дубоког неба.
Деклинација објекта је - 0° 13' 16" а ректасцензија 12h 35m 10,7s. Привидна величина (магнитуда) објекта NGC 4541 износи 13,1 а фотографска магнитуда 13,9. Налази се на удаљености од 98,717 милиона парсека од Сунца. NGC 4541 је још познат и под ознакама UGC 7749, MCG 0-32-24, CGCG 14-71, IRAS 12326+0003, PGC 41911.